# Ali Campbell
Alistair Ian Campbell (* 15. Februar 1959 in Birmingham) ist ein britischer Reggae-Musiker mit einer Vorliebe für Dub. 

## Leben und Wirken
Ali Campbell wuchs in Birmingham auf, besuchte die St. Luke’s Junior School und die Moseley Road School of Art. Er kaufte sich seine ersten Musikinstrumente von den 4.000 Pfund Schmerzensgeld, die ihm nach einer Kneipenschlägerei an seinem 17. Geburtstag zugesprochen wurden. 1978 gründete er zusammen mit Schulfreunden eine Band, nachdem er zuvor drei Jahre lang arbeitslos gewesen war. Sie hieß nach einem Formular der Arbeitslosenhilfe UB40. Als Solo-Künstler debütierte er im Sommer 1995 mit dem Album Big Love und den Auskoppelungen That Look In Your Eye und Let Your Yeah Be Yeah. Mit seiner Tochter Kibibi nahm er im Dezember 1995 eine Coverversion von Somethin’ Stupid auf, im Original von Carson [Parks] And Gaile [Foote] (1966, USA, Kapp Records). 
2007 erschien das Album Running Free und im Januar 2008 gab er seine Trennung von UB40 bekannt, da er sich zukünftig auf seine Solokarriere konzentrieren will. Seit seinem Ausstieg erschienen die Alben Flying High 2009 sowie das aus Coverversionen verschiedener britischer Sänger und Bands bestehende Great British Songs 2010.
Campbell singt, spielt Gitarre und Schlagzeug. Aus einer geschiedenen Ehe hat er vier Kinder, aus der Beziehung mit seiner jetzigen Lebensgefährtin zwei Kinder.

## Diskografie
Mit UB40
siehe UB40#Diskografie bis Twenty Four Seven (2008)
Soloalben
- Big Love, 1995
- Running Free, 2007
- Flying High, 2009
- Great British Songs, 2010
- Silhouette, 2014

Singles
- Something I Feel / Loop / Miss Thing / Alright, 1995
- Let Your Yeah Be Yeah // You Could Meet Somebody / alternative version, 1995
- That Look in Your Eye, 1995
- Somethin' Stupid / alternative version / Pay the Rent, 1996